# Yaninee
Yaninee är en ort i Australien. Den ligger i kommunen Wudinna och delstaten South Australia, omkring 380 kilometer nordväst om delstatshuvudstaden Adelaide. Antalet invånare är 121.
Trakten runt Yaninee är nära nog obefolkad, med mindre än två invånare per kvadratkilometer.. Närmaste större samhälle är Minnipa, omkring 16 kilometer nordväst om Yaninee.
Trakten runt Yaninee består till största delen av jordbruksmark. Genomsnittlig årsnederbörd är 420 millimeter. Den regnigaste månaden är juni, med i genomsnitt 76 mm nederbörd, och den torraste är november, med 11 mm nederbörd.